# Безымянное (озеро, Санкт-Петербург)
Безымянное — пруд на территории Красносельского района Санкт-Петербурга, образованный запрудой на реке Дудергофке в 1709 году.
Озеро вытянуто с севера на юг. Его длина составляет 2 км, а ширина 0,4 км. В начале XXI века считалось самым чистым водоёмом в черте Санкт-Петербурга, где официально разрешено было купаться.
Озеро возникло из-за «Нижней фабрики» — одной из фабрик, купленных в 1764 году купцом Козенсом у фон Лилляра. Козенс сделал фабрику писчебумажной, в дальнейшем она перешла к А. П. Полторацкой. Владельцы фабрики поднимали уровень озера так, что она подтапливала береговые земли удельных крестьян, в 1825 году звучало предложение ограничить допустимую высоту плотины; после ограничения Полторацкая продала выпускающую обёрточную бумагу фабрику в казну, отметив разрешённый уровень недостаточным. В 1830 году у плотины при озере была длина в 54 сажени, ширина — 5, высота — 3. Арендатором фабрики стал П. А. Печаткин, с 1839 года управляющим стал его сын К. П. Печаткин, поднявший качество производимой продукции до уровня известности и в стране, и в Европе. Но грязное тряпьё от производства промывалось в озере и в реке, из-за чего по берегам начались эпидемии.
В 1841—1843 годах военный инженер Шильдер испытывал в озере гальванические мины. 4 августа 1883 года Александр III, Мария Фёдоровна и Николай Александрович наблюдали за военными учениями по наведению между Безымянным и Долгим озёрами понтонного моста.
В 1851 году на берегу озера у Театрального парка были построены резные павильоны-купальни.
При постройке железнодорожной ветки к Красному селу восточная часть Безымянного была засыпана с созданием насыпной дамбы с закреплением откоса со стороны озера.
В 1905 году по проекту П. Горбунова на берегу озера были построены деревянные дома и несколько квартир для рабочих фабрики. Набережная посёлка соединялась с набережной вдоль фабрики.
Зимой на озере проводятся соревнования по спортивному лову рыбы.